# Qirnada
Qirnada, Qurnada o Ghirnada (in arabo: قرنادة), già Villaggio Battisti, è un centro abitato della Libia situato in Cirenaica, nel distretto di al-Jabal al-Akhdar, a 12 km a sud di Shahat.
È sede di un centro di addestramento per sottufficiali e di una prigione.
Il centro, fondato dagli italiani nel 1938 su iniziativa del governatore Italo Balbo, prende il nome da Cesare Battisti.